# رضا محمودی (بازیکن فوتبال اهل افغانستان)
رضا محمودی (زادهٔ ۱۲ مهٔ ۱۹۸۴) بازیکن فوتبال اهل افغانستان است.
او در تیم ملی فوتبال افغانستان بازی کرده‌است.

## جدول حضور در تیم ملی
| تیم ملی فوتبال افغانستان | تیم ملی فوتبال افغانستان | تیم ملی فوتبال افغانستان |
| سال                      | حضور                     | گل‌ها                     |
| ------------------------ | ------------------------ | ------------------------ |
| ۲۰۰۳                     | ۲                        | ۰                        |
| ۲۰۰۴                     |                          |                          |
| ۲۰۰۵                     |                          |                          |
| ۲۰۰۶                     | ۲                        | ۰                        |
| ۲۰۰۷                     | ۲                        | ۰                        |
| ۲۰۰۸                     |                          |                          |
| ۲۰۰۹                     |                          |                          |
| ۲۰۱۰                     |                          |                          |
| مجموع                    | ۶                        | ۰                        |